# J.E. Larsen
Johannes Ephraim Larsen (født 11. februar 1799 i København, død 17. november 1856 sammesteds) var en dansk retslærd og politiker.

## Uddannelse
J.E. Larsen var søn af ølhandler Knud Larsen fra Føllenslev Sogn,Holbæk Amt og Karen Sophie født Hellebracht, datter af bødker og skibstømrer Ephraim Hellebrach. af Danzig, er født i København 11. februar 1799 i kælderlejligheden på Nytorv nr. 17. Larsen har senere en gang lejlighedsvis over for Orla Lehmann mindedes "det fugtige og mørke Hul", hvori han havde tilbragt sin barndom. I samme hus fødtes syv år senere Ludvig Christian Müller, der i sine efterladte optegnelser med stor beundring mindes Larsens færdighed i at lave legetøj og hans oplivende underholdning. Omkring år 1814 flyttede Knud Larsen til Nytorv nr. 2, der ejedes af M.P. Kierkegård, som derved blev ikke blot hans husfælle, men også hans omgangsfælle, i det Larsens familie endnu bevarer mindet om de livlige diskussioner mellem dem. Dette stemmer ganske med, hvad J.E. Larsen selv beretter om faderens åndelige opvakthed, og moderen siges at have været en meget energisk natur, der kraftig ansporede sønnens medfødte flid og lærelyst. Trods de trange kår i hjemmet, hvor der var tre døtre foruden sønnen, sattes denne derfor til bedre uddannelse i et privat institut og blev derved tidlig sat i stand til helt at sørge for sig selv. Efter at han i 1 1/2 år havde arbejdet som ekstraskriver i generaltoldkammer- og kommercekollegiet, ansattes han i maj 1815 som ekstraskriver ved Københavns politiret med løfte om at blive indstillet til kopist ved retten, når han havde taget juridisk eksamen for ustuderede, hvilken han bestod i okt. 1816, hvorpå han 11. december samme år efter Anders Sandøe Ørsteds indstilling udnævntes til kopist ved politiretten og politiets øvrige forretninger og i november 1818 til fuldmægtig. I det følgende år dimitteredes han privat af student Andreas Gottlob Rudelbach til eksamen artium og bestod året efter den filosofiske prøve, hvorpå han af lic. juris Johan Christian Kall manuduceredes til den fuldstændige juridiske embedseksamen, hvis teoretiske og praktiske del han bestod 1825. Derefter avancerede han 1826 til politisekretær og 1828 til politiassistent i Borgergades station, hvorfra han efter tre års tjeneste overgik til Universitetet. 

## Ansættelse som professor
Samtidig med at han varetog sine forretninger i politiet på den udmærkede måde, hvorom hans overordnedes erklæringer over hans ansøgninger bære smigrende vidnesbyrd, og medens han forberedte sig til den fuldstændige juridiske embedseksamen, havde han nemlig fundet sin rette virkekreds inden for retsvidenskabens område og med sin ualmindelige energi kastet sig over retshistoriske studier. Alt i året 1825 udkom, med Janus Lauritz Andreas Kolderup-Rosenvinges undersøgelser som udgangspunkt, hans Yderligere Undersøgelser om Christian II’s Love; og derpå fulgte i 1827-28 de helt igennem klassiske Bidrag til de gamle danske Provinsiallovbøgers Historie, Larsens ypperste arbejde, som med ét slag befæstede hans videnskabelige ry, og som selv efter Dahlmanns vidnesbyrd ville være en pryd for ethvert lands litteratur. Det var herefter en selvfølge, at man, så snart lejligheden frembød sig, søgte at vinde forfatteren for fakultetet, og 8. november 1831 udnævntes han derfor til professor ekstraordinær i lovkyndighed med 1000 rigsdaler i lønning, hvilket var en nedgang i hans tidligere lønning af 100 rigsdaler årlig. 1836 udnævntes han derefter til professor ordinær og assessor i konsistorium med 1400 rigsdaler i lønning, hvorved han sattes i stand til efter en mangeårig forlovelse at indgå ægteskab 11. november 1837 med Caroline Holm (1808 – 1891), datter af gadekommissær L.A. Holm. I denne sin professorstilling forblev han, indtil han 30. juni 1856 udnævntes til justitiarius i højesteret, efter at han alt 1839 var bleven udnævnt til ekstraordinær assessor i samme ret. Den store anseelse, Larsen nød ved universitetet, gav sig vidnesbyrd i, at han alt i 1838-39 valgtes til dets rektor, hvortil han senere to år i træk genvalgtes 1853-55. Der nedsattes ikke nogen komité til vigtige sagers overvejelse, uden at Larsen indvalgtes deri, og den i hans samlede skrifter trykte betænkning over universitetets retsforhold til Trinitatis Kirke står som et slående vidnesbyrd om det udmærkede arbejde, han udførte i dem, ligesom han end videre beklædte de akademiske tillidshverv som inspector qvæsturæ og medlem af stipendiebestyrelsen. At han tillige i 1850 valgtes til efor for den arnamagnæanske stiftelse, var en følge af den levende interesse for den historiske videnskabs fremme, som han på mange måder lagde for dagen, i det han i 1836 blev medlem af det kongelige danske selskab for fædrelandets historie og sprog, i 1839 var medstifter af den danske historiske forening, i hvis bestyrelse han sad fra dens stiftelse til sin død, fra 1853 som formand, og i 1839 valgtes til formand for det historisk-genealogiske selskab. Endelig blev han i 1841 optaget som medlem af det kongelige danske videnskabernes selskab. 1850 udnævntes han til etatsråd, 1856 til konferensråd. 

## Valg til stænderforsamlingen
Ved stænderforordningen havde kongen forbeholdt sig ret til at udnævne en professor ved universitetet til medlem af stænderforsamlingen, og det var et yderligere bevis på den fremragende stilling, Larsen i kort tid havde vundet ved universitetet, at kongens valg i 1841 faldt på ham som afløser for Joakim Frederik Schouw. Med dette valg begyndte Larsens politiske løbebane, som med en kort afbrydelse fra 27. august 1854, da han nedlagde sit mandat som landstingsmand under konflikten med Ministeriet Ørsted, indtil 20. juni 1855, da han genvalgtes, fortsattes indtil hans død, 16. november 1856. Stor og almindelig var sorgen over hans forholdsvis tidlige bortgang, og den gav sig talende vidnesbyrd ved hans jordefærd i Frue Kirke; thi hans person og virken havde i en sjælden gradvundet ham samtidens højagtelse.
J.E. Larsen blev valgt til Den Grundlovgivende Rigsforsamling i Københavns 7. distrikt og var med i Rigsforsamlingens grundlovsudvalg. Han var medlem af Folketinget valgt i Københavns 3 valgkreds ved kåring fra 4. december 1849 til 27. maj 1853. Han var medlem af Landstinget valgt i 1. kreds fra 3. juni 1853 til 27. august 1854 og valgt i 10. kreds 20. juni 1855 til hans død 17. november 1856. Han stillede i 1855 også op i 1. og 2. kreds og blev tillige valgt i 1. kreds, men  valgte at repræsentere 10. kreds.
I sine yngre dage havde han efter sagnet et ganske livligt væsen, og endnu i senere tider kunne han vise sig ungdommelig indtil barnlighed. Under en langtrækkende debat i Folketinget var der en taler, hvis af vigtighed struttende, indholdstomme foredrag fremkaldte en nysen, hosten, hyssen og larmen, som formanden forgæves søgte at dæmpe, og Larsen, den alvorlige universitetslærer, sneg sig da hen i en vinduesfordybning, hvor han, uden for formandens synskreds, ivrig klappede med et par træbrevpressere. Men til daglig var han, alt som årene lede, bleven mere og mere indesluttet, ordknap, næsten sky, og hans ansigts udtryk havde fået noget strengt og afvisende ved sig. Han lagde heller ikke fingrene imellem, når han mødte tomme fraser eller anmassende uvidenhed, men kunne da være ligefrem ubarmhjertig, og netop ved den umiddelbarhed eller naivitet, som prægede hans ord og optræden, blev hans slag da af knusende virkning. Men bag den ru skal gemte sig dog et blødt og elskværdigt sind. Han var elskværdig og velvillig mod enhver ærlig overbevisning og ethvert redeligt arbejde. Blev han varm for en sag, var det næsten, som om han skiftede væsen, og i sådanne bevægede øjeblikke fløde da ordene let fra hans læber, medens han i almindelighed talte stødvis og stammende, med idelige gentagelser. Men disse udvortes mangler ligesom svandt bort under indtrykket af hans hele personlighed; den bar nemlig et slående præg af ærlighed, sanddruhed og vederhæftighed, og hans hele offentlige virke viste sig båret og bestemt af en ved grundig overvejelse vundet sand og sikker overbevisning, som han lige så ærlig og kraftig gjorde gældende, om end han, som i forslaget om Rigsdagens sammensætning, kom til at stå alene. Allerede deri må man se en hovedgrund til den stadig stigende tillid, som han nød. Dertil kom så den jernflid, som Larsen udfoldede hele sit liv igennem. Arbejdet var hans livslyst. Bortset fra den omgang, som hans offentlige virke medførte, levede han stille i hjemmet, i den nu forsvundne professorresidens i Fiolstræde, mest i biblioteket, om hvis rigdom på juridiske, historiske og sproglige værker den trykte katalog bærer vidnesbyrd. Der sad han år ud og år ind fra tidlig morgen til sildig nat. Aldrig unddrog han sig noget hverv, som med rimelighed kunne pålægges ham, og hvad han påtog sig, udførte han med en aldrig svigtende grundighed og samvittighedsfuldhed; thi Larsen skrev eller talte ikke, førend han var nået frem til fuld klarhed og sikkerhed i opfattelsen af en sag, om end det mangen gang kostede ham en langvarig og møjsommelig kamp at nå dertil. Når så dertil føjes "den rige Kundskabsfylde, den skarpe Dømmekraft, den sluttede Bevisførelse og den klare Fremstilling", hvorom alle hans arbejder bære vidnesbyrd, er det forståeligt, at han i den akademiske som i den politiske verden vandt en alsidig anerkendt, fremragende plads.

## J.E. Larsens juridiske virksomhed
Betragter vi først hans akademiske virksomhed, vare hans forelæsninger på grund af hans stammende foredrag vistnok ikke særlig oplivende; men i den snævrere kreds, som samlede sig om ham på eksaminatorierne, hvor fortroligheden løste hans tunge, virkede han i høj grad vækkende og belærende. Andreas Frederik Krieger har særlig vidnet om det udbytte, han havde af at søge ind til Larsen efter forelæsningerne og der drøfte et og andet af de behandlede emner med ham. Og hvad indholdet af hans forelæsninger angår, kan det med sandhed siges, at af den generation, der fulgte nærmest efter A.S. Ørsted, har ingen virket mere rigt og frugtbringende til den danske retsvidenskabs udvikling end Larsen Han supplerede og korrigerede Ørsteds grundlæggende virksomhed på forskellig måde. Ørsted, hvis umådelige betydning for den danske retsvidenskabs udvikling Larsen for eksempel i anmeldelsen af Tage Algreen-Ussings strafferet anerkender og hylder på den smukkeste og oprigtigste måde, nåede aldrig til at give en selvstændig systematisk fremstilling af den gældende danske ret, men vedblev, selv i sit hovedværk, sin Håndbog over den danske og norske Lovkyndighed, at benytte den begyndende universitetslærers metode ved at knytte sine bemærkninger som noter til en andens arbejde. På den måde begyndte også Larsen, og i hans samlede skrifter vil formen mere eller mindre genfmdes i forelæsningerne over retshistorien, arveretten og visse dele af processen. men i en række andre forelæsninger er Larsen nået ud over denne, den formelle tilegnelse hindrende, ufuldkommenhed og har navnlig også indarbejdet det kolossale stof, som Ørsted havde tilført retsvidenskaben, i selvstændige, vel afrundede systematiske fremstillinger af familieretten, formueretten, statsretten og større dele af processen, der i henseende til deres hele anlæg og form afgive forbilleder for akademiske lærebøger. Ørsteds mægtige ånd omfattede dernæst mange af åndslivets områder, og han kom derved oftere ind på drøftelsen af mere almindelige spørgsmål. Larsen holdt kun af at dvæle ved juridiske emner. Kommer han i personretten til at omtale sjælssygdomme, nøjes han med at henvise til Ørsteds og Howitz’ afhandlinger og tilføje en bemærkning om, at egentlig al såkaldt sjælssygdom "skal have" sin rod i en legemlig sygdom eller mangel. Dernæst var Ørsted en dogmatisk-filosofisk jurist, udgået fra den Kant-Fichteske naturretlige skole; men historiker var han efter eget sigende ikke. Derfor betragtede han den positive ret fortrinsvis i belysning af retsinstitutternes almindelige væsen og øjemed, som han derhos, navnlig i ældre arbejder, nærmest opfattede fra visse naturretlige teoriers synspunkt. Når han således fortolkede Christian 5.s lovs arveregler, skete det fra først af med en naturretlig betragtning af arverettens rent vilkårlige, positive karakter som udgangspunkt. Larsen derimod var fortrinsvis historisk-empirisk anlagt. han tog sit standpunkt i selve den positive ret, hvis ordning han i det væsentlige opfattede som en historisk tilblevet, praktisk virkende kendsgerning, og stillede sig derfor i det hele taget skeptisk over for al naturret. Når den positive lov efterlod tvivl, søgte han derfor, for eksempel ved arveretsreglernes fortolkning, tilbage til den historiske retstilstand; og at han her var på den rigtige vej, viste sig bedst i, at Ørsted selv senere fulgte ham bort fra det naturretlige udgangspunkt. For så vidt Larsen på sine steder, for eksempel i spørgsmålet om erstatningspligtens betingelser, kommer ind på almindelige betragtninger, henter han heller ikke sine grunde fra nogen retsfilosofisk teori, men fra selvstændige overvejelser af samlivets praktiske krav. slige overvejelser spillede imidlertid en forholdsvis så underordnet rolle i hans hele tankegang, at de mindre let kunne fordunkle hans syn på lovens virkelige indhold, og han nåede derfor til at se rigtigere på lovens skødningsregler, end Ørsted, hovedsagelig med fordringerne til et velordnet skøde- og hypotekvæsen for øje, var i stand til. 
I de henved 25 år, Larsen var ansat som professor i det retsvidenskabelige fakultet, forelæste han regelmæssig, kun med en enkelt afbrydelse i 1847 på grund af sygdom, for så vidt ikke hans gerning i stænderforsamlingen og rigsforsamlingen hindrede ham deri. En enkelt gang, i 1832-33, læste han over strafferet og enkelte gange senere over landboret og politiret, men gentagne gange over familieret, tingsret, obligationsret, afsnit af processen samt Danmarks og hertugdømmernes statsret og endelig en enkelt gang til slutning over den danske retshistorie.

## Udgivelser
Selv har han ikke udgivet nogen af denne række forelæsninger, og hans forfattervirksomhed er derfor først ret kommen til syne efter hans død, da de med undtagelse af forelæsningerne over strafferet, landboret og politiret er blevet udgivet som hovedbestanddel af hans samlede skrifter (10 bind, 1857-61). I levende live havde han, bortset fra de retshistoriske afhandlinger, der ville blive omtalte straks nedenfor, kun offentliggjort de af ham udarbejdede afsnit af den danske procesmåde, som han udgav i forening med Peter Georg Bang (1837-43), nemlig ekstraordinær proces og læren om arrest og forbud. 
Skønt hans ovennævnte retshistoriske afhandlinger havde banet ham vej til universitetet, nåede han dog først efter Kolderup-rosenvinges død til at holde forelæsninger over retshistorie i årene 1853-55 på grundlag af Kolderup-Rosenvinges trykte værk. det er beklageligt, at han først så sent nåede til at behandle dette fag, da politikken lagde så stærkt beslag på ham; thi vedblivende var dog retshistorien, især den offentlige rets historie, hans yndlingsfag og genstand for hans frit valgte studier. De ovenfor omtalte retshistoriske habilitationsskrifter efterfulgtes i 1833 af den fortræffelige afhandling om det ekstraordinære tyvs- og hælerbevis, der indvirkede bestemmende på dette bevismiddels ordning i forordningen af 8. september 1841 § 7. I indbydelsesskriftet til universitetets reformationsfest 1838 skrev han dernæst en historisk-statsretlig afhandling om rigsdage, provinsialforsamlinger samt Rigsrådet i Danmark, der i dansk bearbejdelse optoges i 1. bind af Historisk Tidsskrift, og som indbydelsesskrift til universitetsfesten i anledning af kongens fødselsdag 1839 afhandlingen om de danske kongers personlige deltagelse i retsplejen. også må i denne sammenhæng nævnes den historisk-statsretlige afhandling, han som rektor i 1855 skrev til samme universitetsfest om Islands statsretlige stilling i riget, som vi nedenfor komme tilbage til.
Ved siden af disse afhandlinger må derhos fremhæves de retsvidenskabelige undersøgelser, der er fremkaldte ved andre retsvidenskabelige arbejder. Til en vis grad have de vel karakteren af anmeldelser, indeholdende en større eller mindre fylde af oplysninger og rettelser. Med undtagelse af den hvasse anmeldelse af Tage Algreen-Ussings strafferet beskæftiger de sig også alle med retshistoriske Arbejder, såsom Kolderup-Rosenvinges udgave af danske gårdsretter og stadsretter og Fougner Lundhs udgave af Bergens gamle bylov. men jævnlig udfolde forfatterens bemærkninger om et andet arbejde, og efter omstændighederne også om en anden forfatters recension deraf, sig til en så omfattende og selvstændig behandling af emnet, at de for så vidt kunne betragtes som væsentlig nye arbejder. Som eksempel herpå kan nævnes Larsens afhandling Om Kongeværdighedens Arvelighed fordum i Danmark, der knytter sig til Schlegels fremstilling med tilhørende recension, og hans kritik af Carl Frederik Normanns Dissertatio de jure repræsentationis.
Denne hele række arbejder viser, med hvilken levende interesse Larsen vedblev at følge med på retshistoriens område, og vi genfinde i dem hele hans store videnskabelige begavelse inden for den ved hans hele anlæg og retning givne ramme. Han arbejdede helst på et givet, positivt grundlag. derfor lå egentlige kildestudier mindre for ham, og han benyttede også hovedsagelig trykte kilder. bedst lykkedes de afhandlinger og afsnit for ham, ved hvilke han havde et forholdsvis fyldigt kildestof for sig. Det granskede og udnyttede han med utrættelig flid og stor skarpsindighed, belyste det med sin rige viden fra alle sider, historisk, sproglig og juridisk, drog på kendsgerningernes grund sine sikre slutninger, ordnede hele det rige materiale i en klar og overskuelig sammenhæng og skrev så sine kundskabsrige, tankevægtige, formfuldendte fremstillinger. Vel har man nu efter en menneskealders forløb et klarere blik for manglerne ved hans metode, ligesom man må erkende uholdbarheden af adskillige af hans resultater i henseende til Christian 2.s love, Thords Artikler, danehoffernes og rigsdagenes indbyrdes forhold og udvikling med mere. Men ligefuldt vender man altid med gavn og glæde tilbage til studiet af Larsens retshistoriske arbejder; de fængsle med en charme, som ikke ældes, og ville vedblivende stå som mærkepæle i den danske retshistoriske forskning.
Forinden vi forlade hans akademiske virksomhed må på dette sted endnu fremhæves en sidste gruppe af Larsens retsvidenskabelige arbejder, som er fremkaldte ved de politiske stridigheder inden for riget. Dertil henhører således det ovenfor nævnte universitetsprogram om Islands statsretlige stilling i riget, der helt igennem polemiserer mod de urigtige opfattelser, der i så henseende vare gjorte gældende fra islandsk side. Men endnu mere havde dog Slesvig-Holstenismens falske statsretlige påstande om den gældende arvefølgeordning inden for monarkiet sat hans altid redebonne videnskabelige pen i bevægelse. Da 9 kielske professorer i året 1846 fremkom med deres kritik af kommissionsbetænkningen om arvefølgen, fattede en del juridiske og historiske professorer ved Københavns Universitet den plan at udgive et skrift om arvefølgeordenen i den danske stat. Den foreløbige undersøgelse af arkiverne til dette øjemed påtog Larsen og A.F. Krieger sig; den endelige affattelse af skriftet overtog Larsen resultatet deraf blev hans vægtige bidrag til de på konsistoriums foranstaltning udgivne Antislesvig-holstenske Fragmenter, der indledes med Larsens lærde afhandlinger om samforleningsinstituttet og dets anvendelse på lensfølgen i hertugdømmet Holsten (1848). Når Larsen således trofast kæmpede for statsenheden inden for det danske monarki, var det dog i særdeleshed bevarelsen af Sønderjyllands forbindelse med kongeriget, som det derigennem lå ham på sinde at sikre. Det kunne ikke være andet, end at hans grundige historiske studier i højeste grad måtte have vakt og befæstet hans nationale følelse for Sønderjyllands danskhed, og denne hans følelse gav sig da også alt i stænderforsamlingen, f. ex. i andragendet fra 1844 i Viborg stænderforsamling, kraftige vidnesbyrd, ligesom den var den bærende tanke i den ihærdige kamp, han førte mod regeringens affattelse af forslaget til tronfølgeloven. Derved føres vi da naturlig ind på betragtningen af hans hele politiske virksomhed.
Larsen blev etatsråd 1851, konferensråd 1856 og Ridder af Dannebrog 1841. Han er begravet på Assistens Kirkegård.
Han er portrætteret på Constantin Hansens maleri af Den Grundlovgivende Rigsforsamling (1860-64, på Frederiksborgmuseet), hvortil der findes et studie på Christiansborg. Han er også portrætteret på Emil Bærentzens litografi efter L.A. Smiths tegning af Viborg Stænder. Litografi af Peter Gemzøe 1857 efter fotografi.